# ساكن الجبال (فلم)
ساكن الجبال (بالإنجليزية: Highlander) هو فيلم حركة تم إنتاجه في المملكة المتحدة وصدر في سنة 1986. من بطولة كرستوفر لامبيرت وكلانسي براون وشون كونري.

## الميزانية والإيرادات
بلغت تكلفة إنتاج الفيلم حوالي 19 مليون دولار، بينما حقق أرباحا تقدر بـ 12.9 مليون دولار.

## وصلات خارجية
- مقالات تستعمل روابط فنية بلا صلة مع ويكي بيانات